# لافينيا ارين
لافينيا ارين (بالإنجليزية: Lavinia Warren)‏ (و. 1841 – 1919 م) هي ممثلة، ولاعبة سيرك، وسيدة أعمال أمريكية، ولدت في ميدلبورو، توفيت في ميدلبورو، عن عمر يناهز 78 عاماً.

## وصلات خارجية
- لافينيا ارين على موقع IMDb (الإنجليزية)
- لافينيا ارين على موقع الموسوعة البريطانية (الإنجليزية)

- لافينيا ارين في قاعدة بيانات الأفلام على الإنترنت